# دره بنیاب
دره بنیاب، روستایی در دهستان صیدون جنوبی بخش علا شهرستان صیدون در استان خوزستان ایران است.

## موقعیت و مردم‌شناسی
روستای دره بنیاب در دامنه کوه ساولک واقع است.مردم این روستا بیشتر از طایفه محمد موسایی از ایل بهمئی می باشند.

## کشاورزی
بهترین برنج دنیا بعنی برنج چمپا در کشتزارهای کشاورزی (صحرای اعلاء) روستای دره بنیاب کشت می‌شود و یکی از بزرگ‌ترین مناطق برداشت برنج در جنوب غرب ایران به‌شمار می‌آید.
روستای دره بنیاب یکی از بهترین نقاط جنوب غرب ایران برای کشت مرکبات، انگور، انجیر و … است؛ اما متأسفانه به علت خشکسالی و عدم توجه مسئولین، بیشتر باغ‌های این روستا از بین رفته‌اند و همچنین این امر باعث شد تا روستا، چهره زیبای قدیمی خود را از دست بدهد.

## جمعیت
بر پایه سرشماری عمومی نفوس و مسکن در سال ۱۳۹۵، جمعیت این روستا برابر با ۵۹۴ نفر (۱۶۰ خانوار) بوده‌است.

## نگارخانه

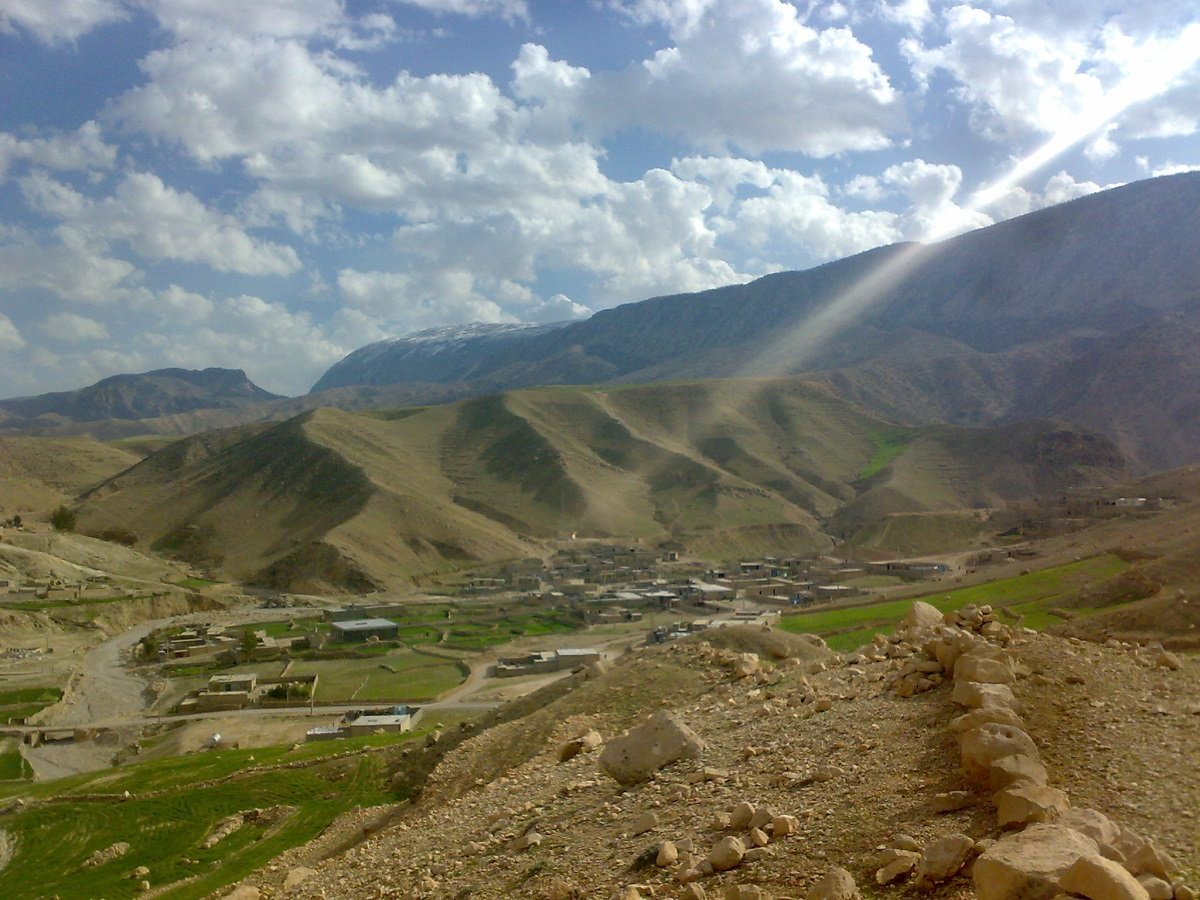
چشم‌انداز روستای دره بنیاب

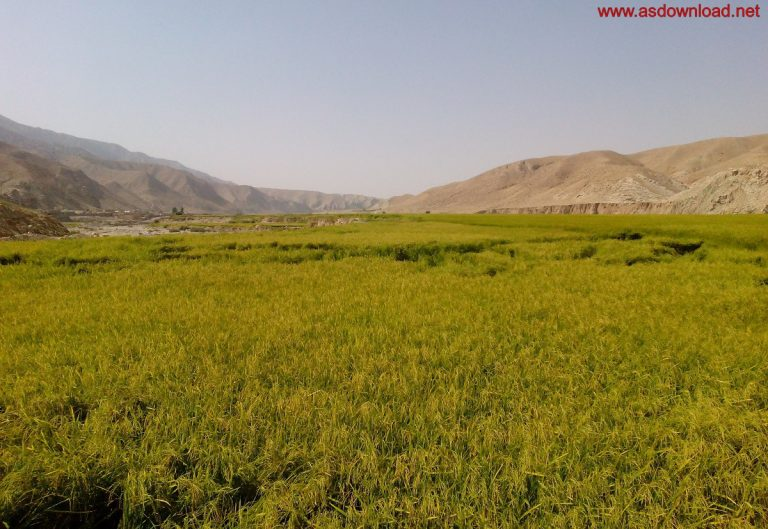
کشتزارهای برنج روستاهای دره بنیاب و منجوک

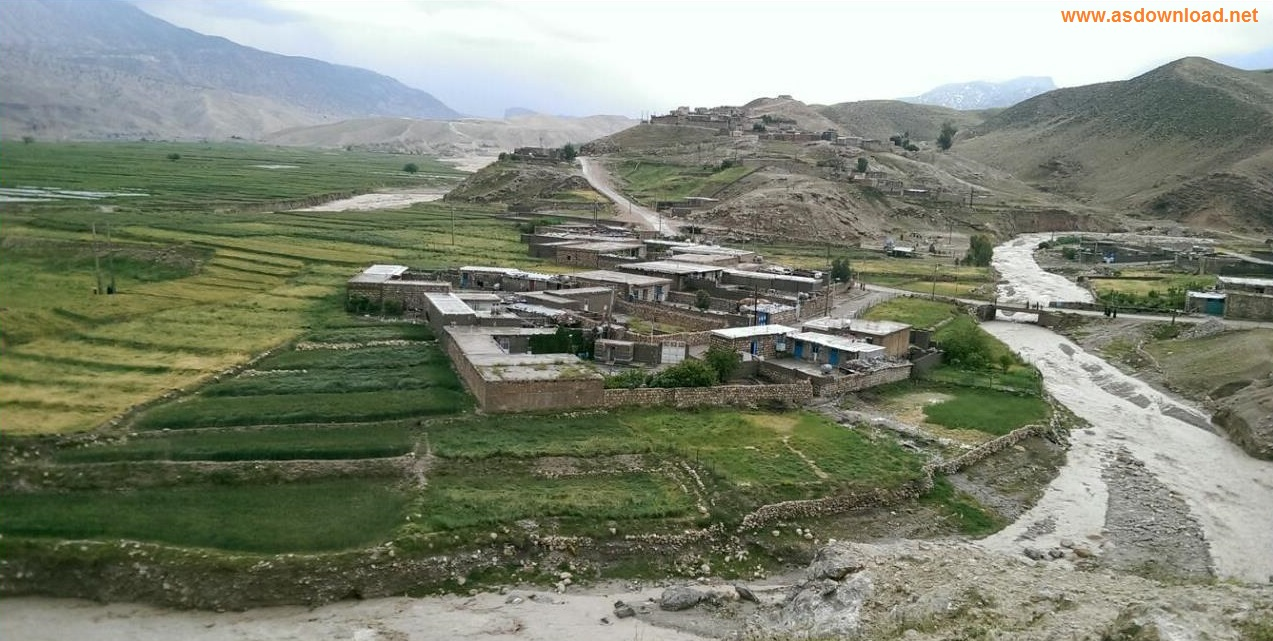

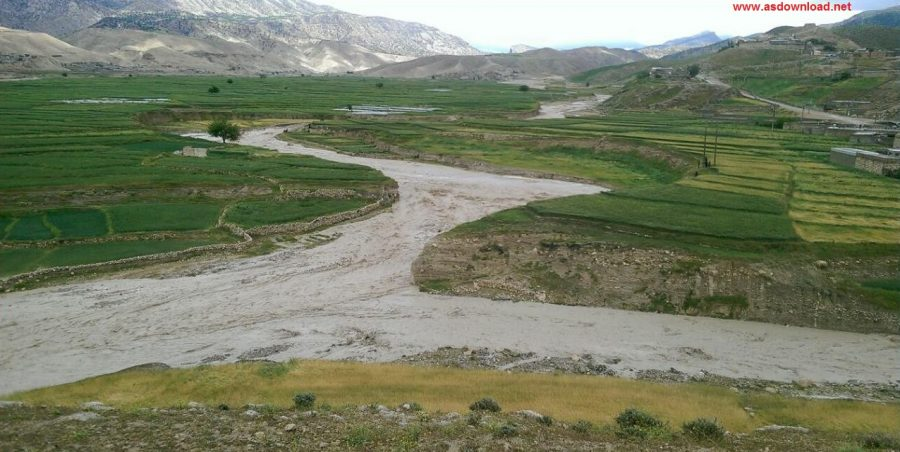